# François Bonvin

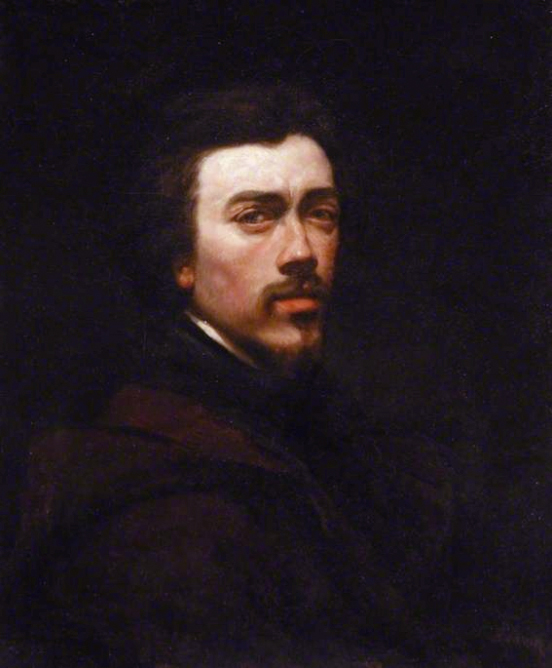
Autorretrato (Bonvin)

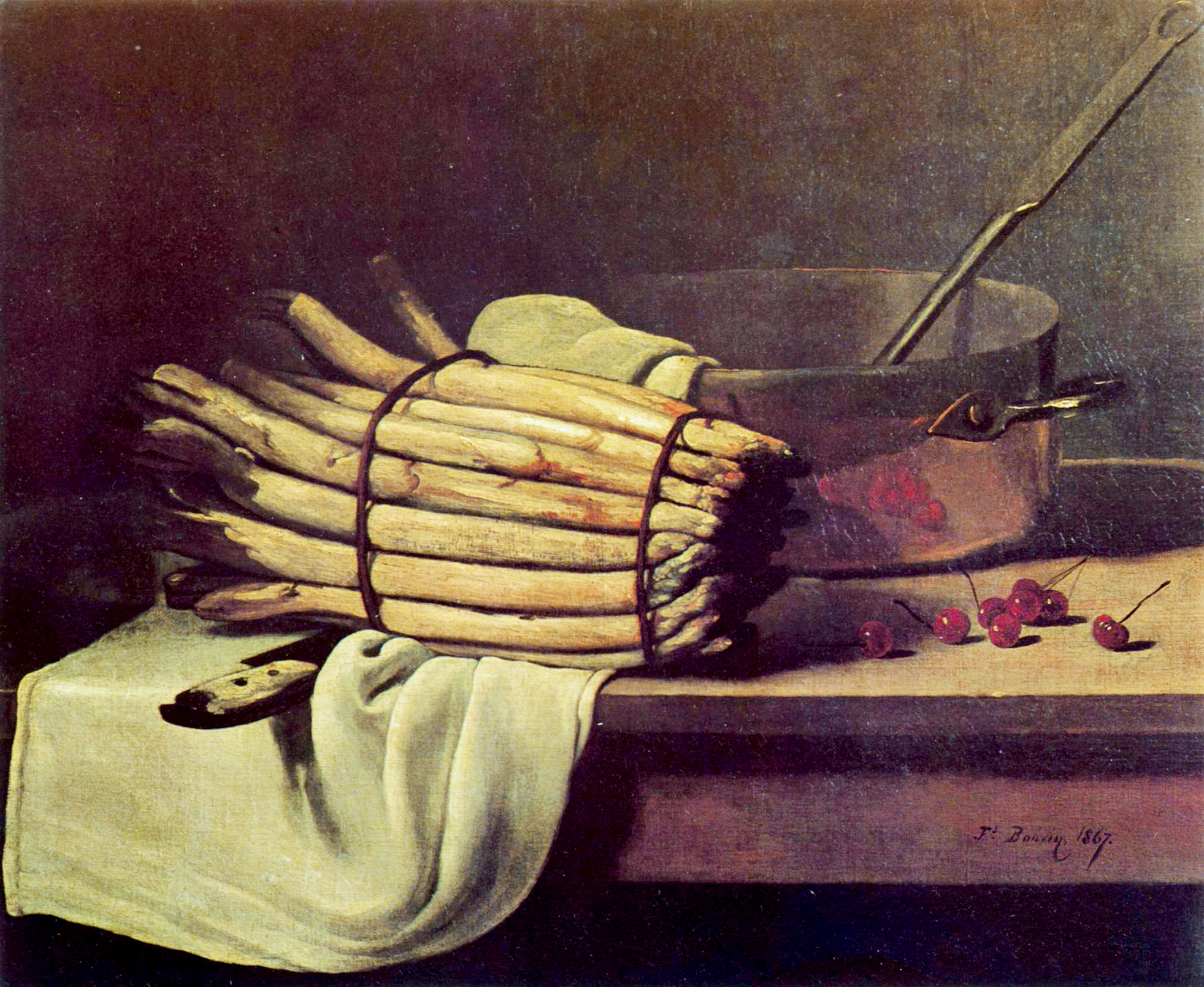
Bodegón con espárragos

François Bonvin (Vaugirard, hoy distrito 15 de París, 22 de noviembre de 1817-Saint-Germain-en-Laye, 19 de diciembre de 1887) pintor francés.
Tuvo una infancia desafortunada. Aprendió a dibujar gracias a un curso gratuito. Para ganarse la vida trabajó en una imprenta y una comisaría y aprovechaba su tiempo libre para ir al Louvre o estudiar a los maestros flamencos u holandeses. Estudiaba de noche en el taller de los Gobelin y en la Academia Suiza.
En 1848 se especializó en los paisajes y presentó tres cuadros en el Salón de París que le valieron una medalla de tercera clase. Este éxito le permitió consagrarse en exclusiva a la pintura; sus cuadros fueron a partir de entonces bien acogidos. Participó en el Salón de los Rechazados con su amigo Courbet y realizó numerosos viajes a Flandes y a Holanda, tierra de sus pintores preferidos. 
Le concedieron la Legión de Honor en 1870.
Operado sin éxito en 1881, quedó ciego. Pudo mantenerse a duras penas con la buena voluntad de sus amigos y gracias a una exposición antológica celebrada en 1886 y una venta benéfica en 1887 organizadas por ellos.

## Su estilo
Bonvin se cuenta entre los mejores pintores de género del siglo XIX. En un primer momento estuvo muy influido por la pintura flamenca que amaba, evolucionando luego hacia unas maneras más suaves por lo que será conocido como el nuevo Chardin, apreciado por sus composiciones simples, sus efectos lumínicos variados y sus colores sinceros.

## Cuadros
- Portrait d'Auguste Challamel, 1847
- La Cuisiniere, 1849
- Les Buveurs, 1849
- Le Piano, 1849
- L'École des petites orphelines
- La Charite, 1852
- Une Messe basse, 1855
- La Lettre de recommandation, 1859
- Le Cabaret, 1861
- La Fontaine de Cuivre, 1861
- Le Déjeuner de l'apprenti, 1863